# William Whitelaw, 1. Viscount Whitelaw
William „Willie“ Stephen Ian Whitelaw, 1. Viscount Whitelaw, KT, CH, MC, PC (* 28. Juni 1918 in Edinburgh; † 1. Juli 1999 in Penrith, Cumbria) war ein britischer Politiker der Conservative Party.

## Biografie
Nach der Schulausbildung in Winchester sowie einem Studium an der University of Cambridge diente er während des Zweiten Weltkrieges als Offizier bei den Scots Guards. Er erreichte den Rang eines Majors, wurde mit dem Military Cross ausgezeichnet und schied 1946 aus der British Army aus.
Seine politische Laufbahn begann Whitelaw 1955, als er als Kandidat der Conservative Party zum Abgeordneten des House of Commons gewählt wurde. 1967 wurde er ins Privy Council aufgenommen. Nach dem Wahlsieg der Konservativen wurde er 1970 von Premierminister Edward Heath als Lord President of the Council erstmals Mitglied der Regierung. Dazu war er Führer der Mehrheitsfraktion im Unterhaus (Leader of the House of Commons). Zwischen 1972 und 1973 war er Staatssekretär für Nordirland. In dieser Funktion traf er sich im Juli 1972 als Leiter einer britischen Delegation mit einer IRA-Delegation, die aus Seán Mac Stíofáin, Dáithí Ó Conaill, Ivor Bell, Seamus Twomey, Gerry Adams und Martin McGuinness, bestand, zu geheimen Gesprächen in London. Die Führer der IRA weigerten sich, einer friedlichen Lösung zuzustimmen, die keine Verpflichtung zum britischen Rückzug (erst in die Kasernen, dann aus Irland) und eine Freilassung von republikanischen Gefangenen vorsah. Die Briten lehnten diese Forderungen ab und unterbrachen die Gespräche. Von 1973 bis zum Ende von Heaths Amtszeit bei der Wahlniederlage 1974 war Whitelaw Staatssekretär für Arbeit. Für seine politischen Verdienste wurde er 1974 in den Order of the Companions of Honour aufgenommen. Zwischen 1974 und 1975 war er außerdem Vorsitzender (Chairman) der Konservativen.

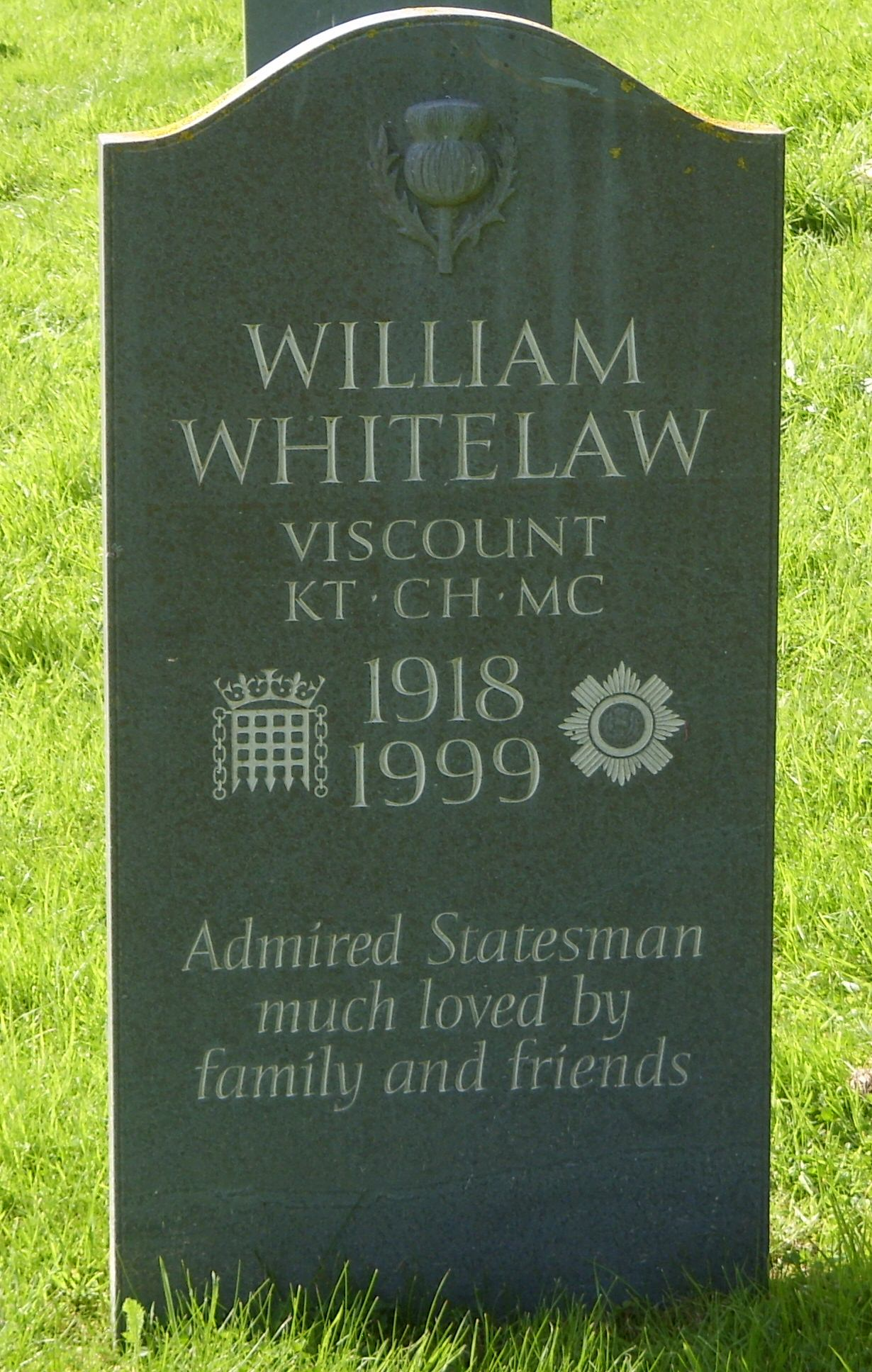
Whitelaws Grab

Ende 1974 wurden innerhalb der konservative Partei Stimmen laut, die eine Ablösung des bisherigen Parteiführers, Edward Heath, forderten. Whitelaw lehnte aus Loyalität zu Heath eine Kandidatur ab. Als Heath jedoch im ersten Wahlgang am 4. Februar 1975 mit 119 zu 130 Stimmen gegen Margaret Thatcher unterlag und seine Kandidatur zurückzog, trat Whitelaw an seiner Stelle als Vertreter des Heath-Flügels im zweiten Wahlgang an und unterlag mit 79 zu 146 Stimmen. Whitelaw, der daraufhin Stellvertretender Parteiführer wurde, war gegenüber der neuen Parteiführerin Thatcher genauso loyal wie gegenüber Heath und wurde in den folgenden Jahren zu einem ihrer engsten, wenngleich zuweilen auch kritischsten, Verbündeten innerhalb der Parteiführung.
Nach dem Wahlsieg der Conservative Party 1979 berief ihn Premierministerin Thatcher zunächst zum Home Secretary (Innenminister); er verblieb in diesem Amt für vier Jahre. Nachdem die Beliebtheit der Regierung und auch die von Thatcher selbst laut Umfragen an einem Tiefpunkt angekommen war und ihr Schatzkanzler Geoffrey Howe trotz der herrschenden Rezession erneut ein inflationshemmendes Budget vorgelegt hatte, sah Thatcher sich im Sommer 1981 einer kabinettsinternen Revolte gegenüber. Die Loyalität ihres Stellvertreters Whitelaw und auch des Außenministers Lord Carrington bewahrte sie jedoch vor einem Sturz. In seiner Funktion als Innenminister und nicht zuletzt auch aufgrund des Amtes als Stellvertretender Parteivorsitzender war er während des Falklandkrieges zwischen April und Juni 1982 einer von Thatchers engsten Ratgeber. Darüber hinaus beriet er die Premierministerin auch während des Wahlkampfes zu den Unterhauswahlen 1983, die zum größten Wahlerfolg einer britischen Partei seit 1945 wurden. Erst die britische Unterhauswahl 1997 bescherte einer Regierung eine noch größere Mehrheit.
Am 16. Juni 1983 wurde er als Viscount Whitelaw,  of Penrith in the County of Cumbria, zum erblichen Peer erhoben und gehörte dadurch dem House of Lords, dem Oberhaus, an. Zwischen 1983 und 1988 war er nicht nur erneut Lord President of the Council, sondern zugleich auch Leader of the House of Lords und damit praktisch Fraktionsvorsitzender der Regierungspartei im Oberhaus. 1988 zog sich Viscount Whitelaw aus der Regierungspolitik zurück. 1990 wurde er als Knight Companion in den Distelorden aufgenommen.
Als er 1999 starb, hinterließ er seine Ehefrau und vier Töchter. Mangels männlicher Nachkommen erlosch sein erblicher Viscount-Titel mit seinem Tod.

## Veröffentlichungen
- The Whitelaw Memoirs (Autobiografie). Headline, London 1989, ISBN 0-747-23348-9.